# Giōrgos Arestī
Giōrgos Arestī (in greco: Γιώργος Αρέστη; Larnaca, 2 settembre 1994) è un calciatore cipriota, di ruolo centrocampista.

## Carriera

### Club
Ha militato nella massima serie cipriota con Apollōn Limassol ed EN Paralimni.

### Nazionale
Ha esordito con la nazionale cipriota nell'amichevole Giappone-Cipro (1-0) disputata il 27 maggio 2014, entrando nei minuti finali al posto di Marios Nikolaou.

## Palmarès

### Club

#### Competizioni nazionali
- Coppa di Cipro: 1

Apollōn Limassol: 2012-2013